# O Pharol
O Pharol foi um periódico brasileiro publicado em Juiz de Fora, no estado de Minas Gerais, entre os séculos XIX e XX.
Foi fundado na cidade de Paraíba do Sul, estado do Rio de Janeiro, no ano de 1866 e quatro anos depois foi transferido para Juiz de Fora, onde foi publicado por 69 anos. Sua tipografia foi a primeira a ser instalada em Juiz de Fora.
Em 1873, seu proprietário Tomaz Cameron, antes de se mudar para Petrópolis, vendeu o jornal a Leopodo Augusto de Miranda. No ano seguinte, o jornal deixou de ser um semanário e passou ter duas edições por semana. Por essa época, tinha como chefe de redação Georges Charles Dupin, o qual se tornou proprietário em janeiro de 1875.
Em 1885, Dupin conseguiu tornar o jornal diário mas, naquele mesmo ano, em 1 de dezembro, por motivos de saúde ele vende o jornal para Lindolfo de Assis que também era seu redator. Dupin justificando sua saída diria:

"...O estado precário de minha saúde obrigou-me a tomar semelhante resolução, e mentiria se dissesse que o foi sem pesar.

Quatorze anos de permanência em um jornal, dos quais doze de responsabilidade efetiva e de redação quese que exclusiva, criam laços que se não rompem impunemente..." 

Depois do Dupin, que permaneceu na direção do jornal por doze anos, o jornal foi adquirido por Lindolfo de Assis (1885-1888). A seguir o jornal passou a ser "Propriedade de uma associação", depois "Propriedade da Empresa jornalística "O Pharol", depois fundiu-se com o jornal "Diário de Minas" em 1889, figurando como propriedade da "Empresa Tipográfica de Juiz de Fora"; propriedade de José Braga (1889-1891), que também se tornou chefe de redação. 
Depois o jornal foi incorporado por Alfredo Ferreira Lage (1891-1895), passando a ser propriedade de uma Sociedade anônima, depois passou às mãos de Diogo Luiz Almeida Pereira e Bernardo José de Paula Aroeira (1895-1896), a seguir veio Francisco Bernardino Rodrigues Silva (1897). Em 1899, passou a integrar a "Empresa Tipográfica Mineira", dirigida por Francisco Bernardino Rodrigues Silva. A segui veio o cel. Antônio Bernardino Monteiro de Barros (1899-1903).
Depois adquiriu o jornal José Cesário de Faria Alvim (1903-1904) e, em seguida, foi adquirido por Cristóvão de Freitas Malta (1904-1907),  J. Canuto de Figueiredo (1907-1909) e, por fim, foi vendido a João Evangelista da Silva Gomes; por esta época eram seus redatores Albino Esteves e o Dr. Bernardo Aroeira. O Jornal circulou até o ano de 1939, quando foi extinto. 
Em sua redação trabalharam jornalistas como Dilermando Cruz, Lindolfo Gomes, Diogo de Vasconcelos, Cesário Alvim, Fonseca Hermes, Lopes Neves dentre outros.